# واين وندغرين
واين وندغرين (بالإنجليزية: Wayne Lundgren)‏ هو لاعب كرة قاعدة أسترالي، ولد في 21 أبريل 1982.

## روابط خارجية
- واين وندغرين على موقع دوري كرة القاعدة الرئيسي (الإنجليزية)
- واين وندغرين على موقع دوري أستراليا لكرة القاعدة (الإنجليزية)
- واين وندغرين على موقعبيزبول رفرنس.كوم (الدوري الثانوي) (الإنجليزية)